# Hardenbergerveld
Hardenbergerveld is een buurtschap in de gemeente Hardenberg in de Nederlandse provincie Overijssel.
Op de Hardenbergerheide, nu beter bekend onder de naam Hardenbergerveld, vond in 1580 de Slag op de Hardenbergerheide plaats tussen het Spaanse leger en de troepen van Willem van Oranje.
In de huidige buurtschap Hardenbergerveld staan vooral veel boerderijen. In het zuiden van de buurtschap wordt industrieterrein De Broeklanden aangelegd voor de zware industrie.